# La sai l'ultima sui matti?
Pour plus de détails, voir Fiche technique et Distribution.
La sai l'ultima sui matti? (littéralement : Connais-tu la dernière histoire de fous ?) est un film italien réalisé par Mariano Laurenti et sorti en 1982.